# Gyenyisz Nyikolajevics Menysov
Gyenyisz Nyikolajevics Menysov (oroszul: Денис Николаевич Меньшов; Orjol, 1978. január 25. –) orosz profi kerékpáros, a Katyusa versenyzője, nős (felesége Nagyezsda, 2001), 3 gyermek édesapja (Iván, 2003. március 6., Alekszandr, 2005. január 22., Agata 2006. december 17.)

## Életrajz
Családjában nem voltak profi sportolók, érdeklődése mégis korán felébredt a sport iránt. Kezdetben kortársaihoz hasonlóan a labdarúgás vonzotta, ám később foglalkozott sífutással is és egyre több idejét töltötte sportolással. Kerékpáros karrierje akkor indult, amikor 1989 tavaszán Alekszej Afonyin versenyzőket toborzott az orjoli egyesületbe. Sajnos az egyesületnek nem volt elegendő kerékpárja, így a legtöbb időt a versenyzők erősítő edzésekkel töltötték. Azonban a kemény munka meghozta a gyümölcsét, a fiatal versenyző élete első versenyén korcsoportjában rögtön nyerni tudott. 1992-ig Menysov az Orjoli terület csapatával vett részt ifjúsági versenyeken. 1993-ban, a szülővárosában rendezett országos ifjúsági csapatbajnokságon figyelt fel rá az akkori idők legerősebb orosz csapatának számító CSZKA edzője, Jurij Dvinyin, aki meghívta a hadsereg egyesületébe. A CSZKA (később CSZKA-Lada Szamara) minden országos versenyen részt vett és a csapat sok időt töltött edzőtáborokban. 1996-ban aratta Menysov első jelentős győzelmét a Szocsiban rendezett többnapos versenyen, ahol junior versenyzőként a felnőtt férfiak mezőnyében tudott nyerni. Szintén ebben az évben aratta első nemzetközi győzelmét Görögországban. 1997-ben karrierjét már a felnőtt mezőnyben folytatta, ahol hamarosan szintén győzelmeket ért el. Egyesülete, a CSZKA-Lada Szamara számos nemzetközi versenyen vett részt Franciaországban, Belgiumban, Luxemburgban és Spanyolországban, ahol Menysov a hegyi szakaszokon első nemzetközi sikereit aratta a felnőtt mezőnyben. 1998-ban csapatával együtt a franciaországi Ronde de l'Isard versenyre készült, ahol addig egy 4. hely volt a legjobb eredménye. 1998-ban minden körülmény ideális volt: sikeres felkészülés, tökéletes csapatmunka, így Menysov megérdemelten nyerte meg az összetett versenyt. Ezt a viadalt mindig figyelemmel kísérték a profi csapatok menedzserei is, hiszen itt bukkanhattak új, fiatal tehetségekre, így kapott Menysov is meghívást a spanyol Banesto csapatához. 1999-ben Spanyolországba utazott, ahol egy sikeres szezont követően szerződést írt alá a csapattal, ekkor vált profi versenyzővé.

## Karrier
Profi: 2000 óta

Tour de France indulások és összetett helyezések:

2001: 47. hely

2002: 93. hely

2003: 11. hely és fehér trikó

2004: feladta 

2005: 85. hely

2006: 6. hely

2007: feladta

2008: 4. hely

2009: 51. hely

2010: 2. hely
Giro d’Italia indulások és összetett helyezések:

2008: 5. hely

2009: 1. hely

2011: 7. hely
Vuelta a España indulások és összetett helyezések:

2004: feladta

2005: 1. hely

2006: feladta

2007: 1. hely

2010: 41. hely

2011: 5. hely

### Legjelentősebb sikerei
- 2005: Vuelta a España összetett győzelem
- 2006: Tour de France 11. szakasz (Pla de Beret)
- 2007: Vuelta a España összetett győzelem
- 2009: Giro d’Italia összetett győzelem

### Profi győzelmei
- 2001: Tour l’Avenir 6. (Gerardmer) és 10. (Morteau) szakasz és összetett győzelem
- 2002: Dauphine Libere 2. szakasz (Mont Ventoux)
- 2003: Clasica a los Puertos győzelem, Tour de France fehér trikó (legjobb 25 év alatti versenyző)
- 2004: Párizs-Nizza 6. szakasz (Gap), Vuelta al Pais Vasco (baszk körverseny) 4. szakasz (Lekunberri) és összetett győzelem, Vuelta a Aragon 1. szakasz (Valderinares), Vuelta a España 5. szakasz (Morella)
- 2005: Vuelta a España 1. (egyéni időfutam, Granada) és 9. szakasz (Lloret de Mar) és összetett győzelem
- 2006: Dauphine Libere 4. szakasz (Mont Ventoux), Tour de France 11. szakasz (Pla de Beret)
- 2007: Vuelta a Catalunya (katalán körverseny) 5. szakasz (egyéni időfutam, Vallnord), Vuelta a España 10. szakasz (Ordino-Arcalis) és összetett győzelem
- 2009: Giro d’Italia 5. és 12. szakasz (egyéni időfutam) és összetett győzelem

### Csapatai
- 1993–1996: CSZKA Moszkva
- 1997: CSZKA–Lada Szamara
- 1998: Lada Szamara
- 1999: Banesto Stagiair
- 2000: Banesto
- 2001–2003: ibanesto.com
- 2004: Illes Baleares-Banesto
- 2005–2010: Rabobank
- 2011: Geox–TMC
- 2012-től: Katyusa